# Österreichische Hockey-Bundesliga (Feld, Herren)
Die österreichische Feldhockey-Bundesliga der Herren ist die höchste Spielklasse im österreichischen Feldhockey. Die Organisation der Liga obliegt dem Österreichischen Hockeyverband (ÖHV). Der Meister und ein zweiter Vertreter qualifizieren sich als österreichischer Vertreter für den Europapokal der folgenden Saison. Mit Unterbrechungen wird die Liga seit 1913 ausgetragen.

## Modus
Die Liga setzt sich aus sechs Mannschaften zusammen. Diese spielen, seit der Saison 2015/16, zuerst einen Grunddurchgang, bestehend aus jeweils drei Spielen (mindestens einem Heim- und Auswärtsspiel) gegen die anderen Mannschaften. Die ersten Vier qualifizieren sich, für das "Final-Four". Dabei spielen sowohl der Erste und der Vierte als auch der Zweite und Dritte des Grunddurchgangs jeweils ein Halbfinale. Die Sieger spielen im Finale um den Meistertitel. Der dritte Platz wird nicht ausgespielt. Anstatt dessen ergeht er direkt an den Bestplatzierten des Grunddurchganges, der nicht das Finale erreicht hat. Des Weiteren spielen die letzten Zwei des Grunddurchgangs um den Verbleib in der Liga. Diese Relegationsspiele finden zwischen dem Fünftplatzierten der Bundesliga und dem Zweitplatzierten der Herren B, wie auch dem Sechstplatzierten der Bundesliga und dem Erstplatzierten der Herren B statt. Die Gewinner sind berechtigt, an der Bundesliga der folgenden Saison teilzunehmen. Der Grunddurchgangssieger qualifiziert sich als zweitgereihter Vertreter für den europäischen Bewerb. Für den Fall, dass der Grunddurchgangs auch Meister wird, qualifiziert sich der Grunddurchgangszweiter für den Europapokal.

## Meister

### Meister nach Jahr
| 1913 | Wiener HC          | 1954 | Post SV    | 1987 | SV Arminen |
| 1914 | Wiener HC          | 1955 | Post SV    | 1988 | SV Arminen |
| 1919 | Wiener HC          | 1956 | Post SV    | 1989 | HC Wien    |
| 1920 | WAC                | 1957 | Post SV    | 1990 | HC Wien    |
| 1921 | WAC                | 1958 | Post SV    | 1991 | HC Wien    |
| 1922 | WAC                | 1959 | Post SV    | 1992 | HC Wien    |
| 1924 | WAC                | 1960 | Post SV    | 1993 | HC Wien    |
| 1925 | SC Hakoah          | 1961 | HC Wien    | 1994 | WAC        |
| 1926 | Vfb                | 1962 | Post SV    | 1995 | WAC        |
| 1927 | ÖHC                | 1963 | Post SV    | 1996 | WAC        |
| 1929 | WAC                | 1964 | Post SV    | 1997 | WAC        |
| 1930 | WAC                | 1965 | Post SV    | 1998 | WAC        |
| 1931 | HC Währing         | 1966 | HC Wien    | 1999 | WAC        |
| 1932 | HC Währing         | 1967 | Post SV    | 2000 | WAC        |
| 1933 | HC Währing         | 1968 | Post SV    | 2001 | WAC        |
| 1934 | SC Hakoah          | 1969 | HC Wien    | 2002 | AHTC       |
| 1935 | HC Währing         | 1970 | AHTC       | 2003 | WAC        |
| 1936 | HC Währing         | 1971 | AHTC       | 2004 | WAC        |
| 1937 | SC Hakoah          | 1972 | AHTC       | 2005 | WAC        |
| 1938 | HC Währing         | 1973 | HC Wien    | 2006 | Post SV    |
| 1939 | HC Währing         | 1974 | HC Wien    | 2007 | AHTC       |
| 1940 | SV Arminen         | 1975 | AHTC       | 2008 | AHTC       |
| 1941 | HC Währing         | 1976 | SV Arminen | 2009 | AHTC       |
| 1943 | SG Währing/Arminen | 1977 | AHTC       | 2010 | AHTC       |
| 1945 | SV Arminen         | 1978 | AHTC       | 2011 | AHTC       |
| 1946 | SV Arminen         | 1979 | AHTC       | 2012 | AHTC       |
| 1947 | SV Arminen         | 1980 | SV Arminen | 2013 | SV Arminen |
| 1948 | SV Arminen         | 1981 | AHTC       | 2014 | SV Arminen |
| 1949 | HC Währing         | 1982 | Post SV    | 2015 | HC Wien    |
| 1950 | SV Arminen         | 1983 | SV Arminen | 2016 | SV Arminen |
| 1951 | Post SV            | 1984 | AHTC       | 2017 | SV Arminen |
| 1952 | SV Arminen         | 1985 | SV Arminen | 2018 | SV Arminen |
| 1953 | Post SV            | 1986 | SV Arminen | 2019 | SV Arminen |

### Meister nach Titel
| Rang | Club           | Titel |
| ---- | -------------- | ----- |
| 1.   | Post SV        | 17    |
| 1.   | WAC            | 17    |
| 1.   | SV Arminen     | 17    |
| 4.   | AHTC           | 16    |
| 5.   | HC Wien        | 10    |
| 6.   | HC Währing     | 6     |
| 7.   | SC Hakoah Wien | 3     |
| 8.   | Wiener HC      | 2     |
| 9.   | VFB            | 1     |
| 9.   | ÖHC            | 1     |